# 寺山葵
寺山 葵（てらやま あおい、1995年8月31日- ）は、日本の女優、モデル。東京都出身。アイリンク所属。かつては新堂プロに所属していた。
身長163cm。血液型はAB型。

## 出演

### テレビ
- おくさまは18歳（2011年、フジテレビTWO）
- 花ざかりの君たちへ〜イケメン☆パラダイス〜2011（2011年、フジテレビ）
- 勇者ヨシヒコと魔王の城（2011年、テレビ東京）
- 撮らないで下さい!!グラビアアイドル裏物語（2012年、テレビ東京）
- 世にも奇妙な物語 2012年 春の特別編（2012年、フジテレビ）
- 罪と罰 A Falsified Romance（2012年、WOWOW）
- 黒の女教師（2012年、TBS） - 中谷真由 役
- ヤメゴク〜ヤクザやめて頂きます〜（2015年、TBS）
- 初森ベマーズ（2015年、テレビ東京）
- 表参道高校合唱部!（2015年、TBS）

### テレビ番組
- 王様のブランチ（TBS）
- 行列のできる法律相談所（日本テレビ）
- 相棒11#5（テレビ朝日、2012年） - 女子高生 役
- 初森ベマーズ（テレビ東京、2015年）

### 携帯ドラマ
- 婚前特急-結婚まであと117日-（2011年、LISMOドラマ）

### 舞台
- 彼女の前髪が動きだした!!（2013年）

### CM
- 栄光ゼミナール
- タカラレーベン
- MARK IS 静岡
- ネスカフェ

### MV
- R指定 スーサイドメモリーズ（2015年）
- 三代目 J Soul Brothers Summer Madness （2015年）

### モデル
- 玄光社 フォトテクニック デジタル in 千葉
- schoolgoods KURI-ORI（2009年）
- 角川文庫 硝子の鳥カバー
- 玄光社 フォトテクニック デジタル（2014年4月号）
- k.e.y hair&makeサロン
- SONY社員向け被写体モデル
- 秋葉原FOTO-JO撮影会（2013年）
- Shoot!!撮影会（2014年）
- アヴネット サービス&ソリューション

### 雑誌
- gothic & rolita bible vol.37
- 週刊TVガイド（2012年9月号）
- B.L.T.（2012年10月号）
- ホットペッパービューティー（2014年10月号・11月号、2015年1月号）

### スチール
- 栄光ゼミナール 冬期講習篇

### イベント
- ビューティーマイセレクションTOKYO vol.8
- Macmillan Academy 幕張
- ASSASSINライブイベント
- えびすまつり
- MC Kenny

### VP
- 日本医師会 生涯教育講座